# 4032 Chaplygin
A 4032 Chaplygin (ideiglenes jelöléssel 1985 UT4) a Naprendszer kisbolygóövében található aszteroida. Ljudmilla Vasziljevna Zsuravljova fedezte fel 1985. október 22-én.